# Doprava v Praze

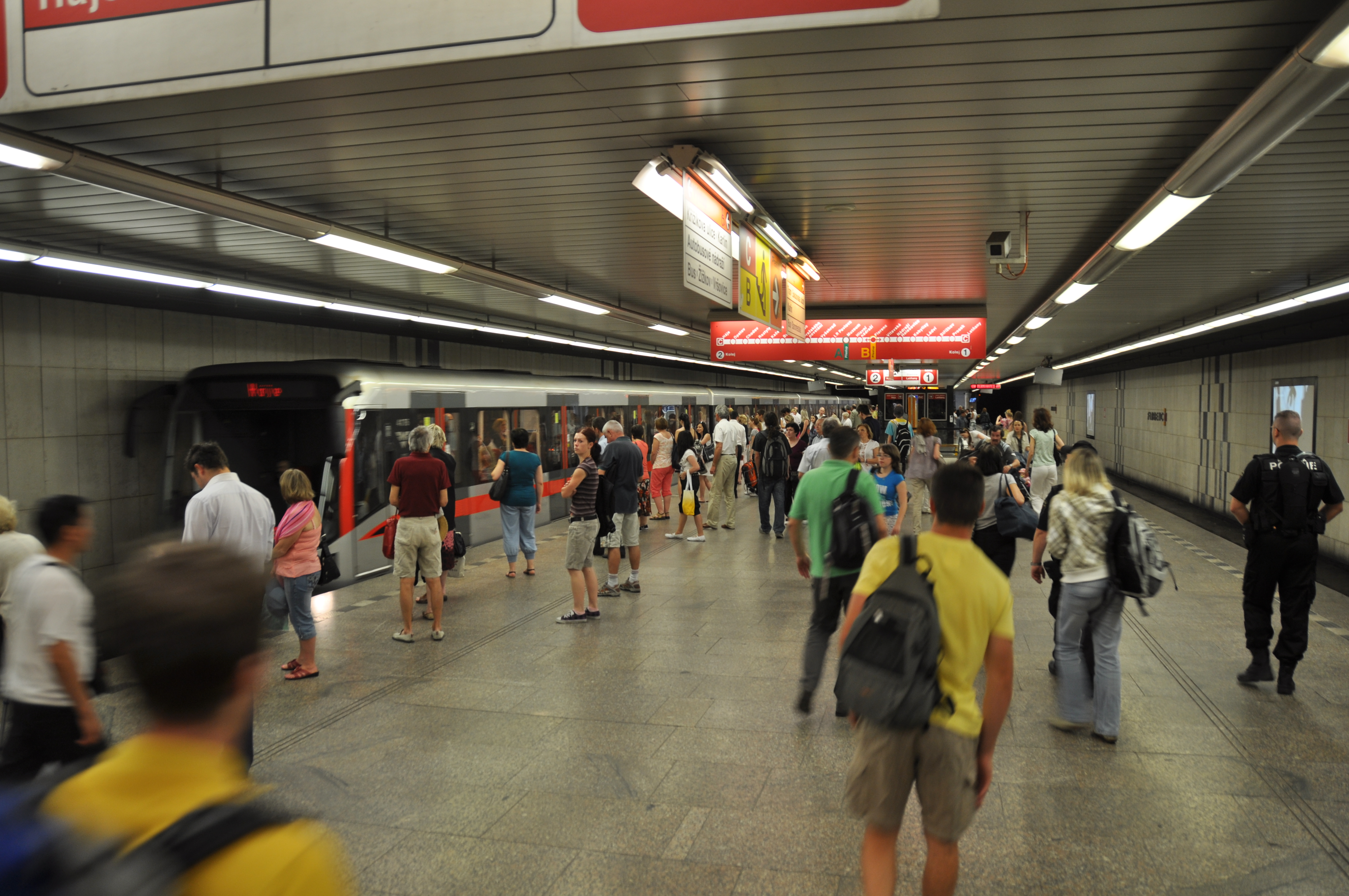
Veřejná doprava přepraví v Praze každý den více lidí než kterýkoliv druh dopravy. Na obrázku stanice metra C Florenc, 2011

Praha jako centrum a křižovatka pro velkou část dopravy v České republice má rozsáhlou dopravní infrastrukturu. Celkem 52 % lidí cestuje po Praze či do Prahy veřejnou dopravou (19 % metrem, 17 % autobusem, 15 % tramvají, 1,5 % vlakem, 0,1 % přívozem či lanovkou), autem 24,5 %, pěšky 22 % a letecky 0,5 %.

## Veřejná doprava

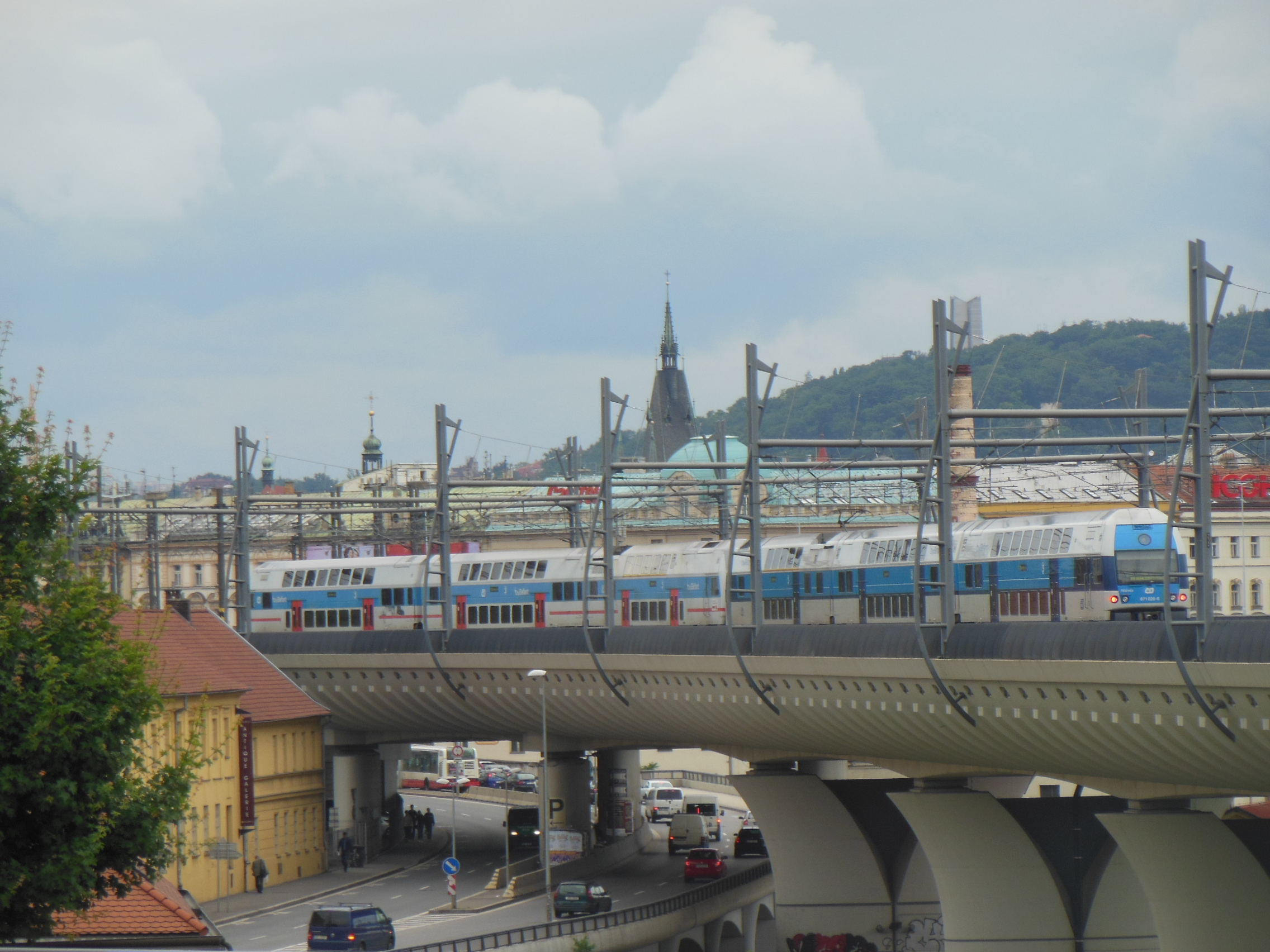
Dvoupatrový příměstský vlak tvořený dvěma jednotkami ř. 471 CityElefant na mostě Nového spojení

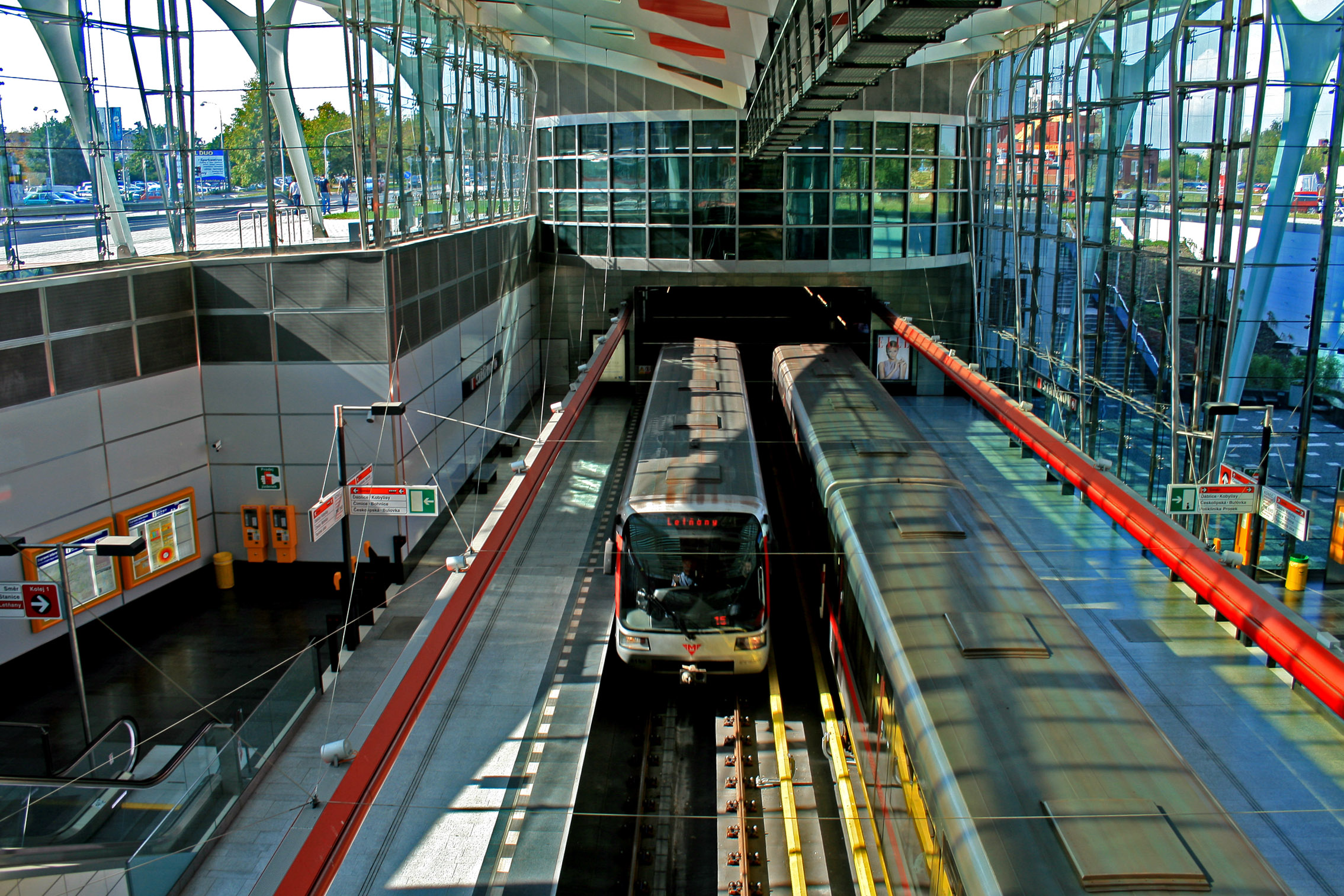
Stanice metra C Střížkov

Praha je přirozeným hlavním dopravním uzlem české železniční dopravy. Pražský železniční uzel prochází v současné[kdy?] době přestavbou, která umožňuje lepší propojení tratí v centru města. Regionální integrovaná osobní doprava se formuje do příměstského systému Esko. Nákladní doprava ve východní části města je vedena po spojkách, které umožňují vyhnout se centru města.
Praha je také centrem dálkové i regionální autobusové dopravy. Mnohé dálkové linky vyjíždějí z Ústředního autobusového nádraží Florenc, ale stále více regionálních i dálkových linek je ukončováno u terminálů u stanic metra blíže okraji Prahy, čímž jsou eliminovány nepravidelnosti a zdržení autobusů v dopravních zácpách blíže centru.

### Druhy dopravních prostředků

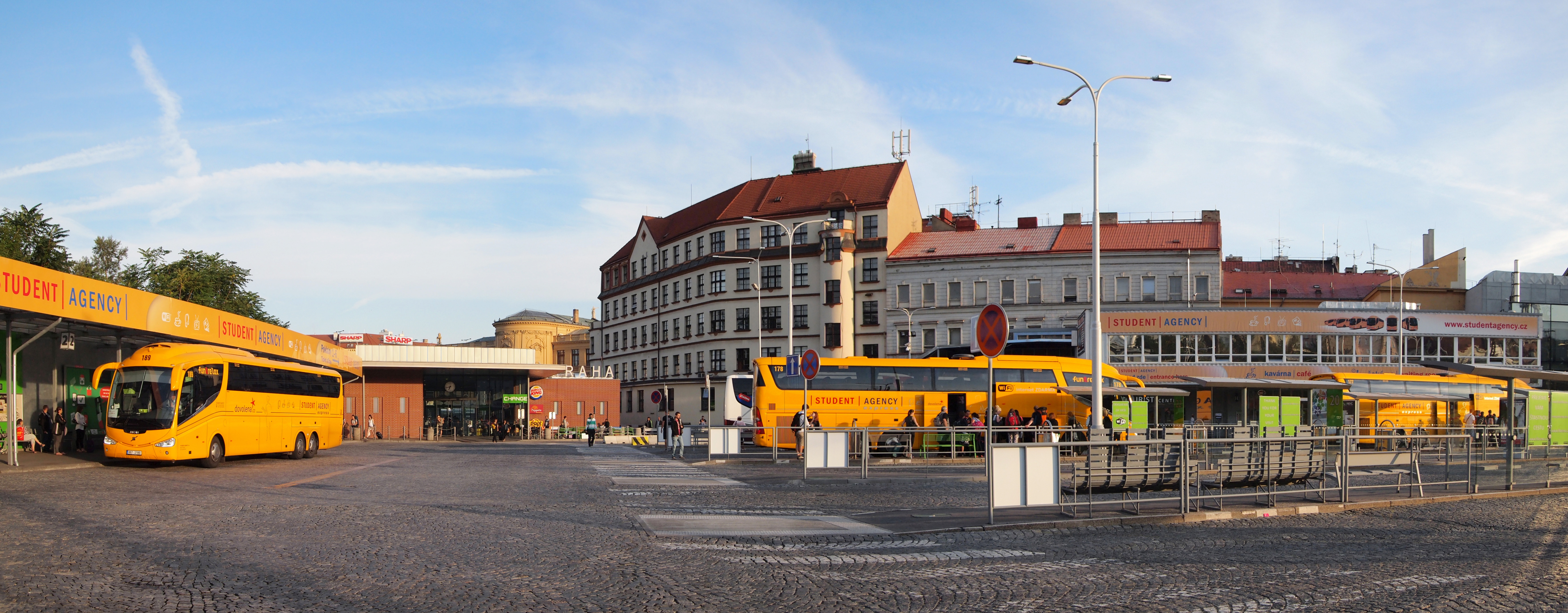
Autobusové nádraží Florenc a autobusy RegioJet

Praha disponuje (podle evropských měřítek) lehce nadprůměrným systémem městské veřejné dopravy zahrnuté v Pražské integrované dopravě. Ta se skládá ze:
- tří linek páteřní sítě metra (označených A, B a C),
- linek tramvají: 26 denních (čísla 1–26), nostalgická linka 41 a 9 nočních (čísla 91–99),
- linek autobusů: městských denních (čísla 100–250), příměstských (čísla 300–399), mimoměstských (421–499), městských nočních (901–915), příměstských nočních (951–960), školních (251–271), pro tělesně postižené H1 (Chodov - Náměstí Republiky - Chodov) a ostatní linky (cyklobus, BB2, GLOBUS, *T, *S, OCL, IKEA2, BB1 a OUTLET),
- lanové dráhy na Petřín,
- lanové dráhy v Zoo Praha v Troji (spojující horní část zoologické zahrady s dolní)
- dopravy na železničních tratích a
- sedmi přívozů.

Systém veřejné dopravy v Praze je koncipovaný tak, že páteř spojení zajišťuje kolejová doprava. Především se jedná o metro doplněné sítí tramvají (délka 133 km), v současné době se posiluje role intervalové železniční dopravy. Na okrajích města a ve velkých sídlištních celcích (většinou ze 70. a začátku 80. let) je dopravní obsluha zajištěna autobusy. V 70. letech 20. století byly zrušeny trolejbusy (říjen 1972) a také některé tramvajové trati duplicitní s nově budovaným metrem (např. na Klárov a Kačerov v nejužším centru města (Václavské náměstí) a Na Příkopech). To je nyní obsluhováno pouze metrem, které má při využívání na krátké vzdálenosti značné nevýhody; navíc uzavírky zbylých exponovaných tramvajových tratí v centru pokaždé působí problémy se zajištěním objížděk a náhradního provozu. Diskuse o návratu tramvají do centra, vedené od 90. let, však dosud nedospěly k žádnému závěru. V posledních desetiletích je posilován význam železnice pro městskou a příměstskou dopravu tak, aby se svým charakterem blížila nadzemní obdobě metra.
Ve městě existují desítky přestupních uzlů mezi jednotlivými druhy dopravy (většinou se jedná o stanice metra), jako jsou např. Vysočanská, Kačerov, Smíchovské nádraží, nebo Lihovar.
Od poloviny 90. let je budován systém integrované dopravy, využívající i železnici a příměstské autobusy. Do Prahy zasahují rovněž některé autobusové linky začleněné do Středočeské integrované dopravy. ČSD začaly uznávat v některých vlacích na území Prahy předplatní jízdenky PID od 1. října 1992. Od té doby vzrostl počet jízd na jízdenky PID ve vlacích železničních dopravců na více než 100 000 ve všední den.
V roce 2018 došlo ke dvěma významným krokům integrace železniční dopravy Českých drah do PID. Od srpna 2018 lze časové jízdenky (kupony) PID navazovat na In-kartu ČD, od října 2018 jsou do PID zahrnuty všechny železniční stanice a zastávky v kraji, všechny osobní a spěšné vlaky a většina rychlíků.
Součástí veřejné dopravy je i nehromadná doprava v rámci taxislužby. Návaznost veřejné dopravy na individuální je zajišťována i s pomocí parkovišť P+R a míst pro krátkodobé zastavení K+R.
Existuje také plán na posílení metra podzemní železnicí, která by byla napojena na klasickou železniční síť. Koncept je znám pod označením Metro S.

## Pěší doprava

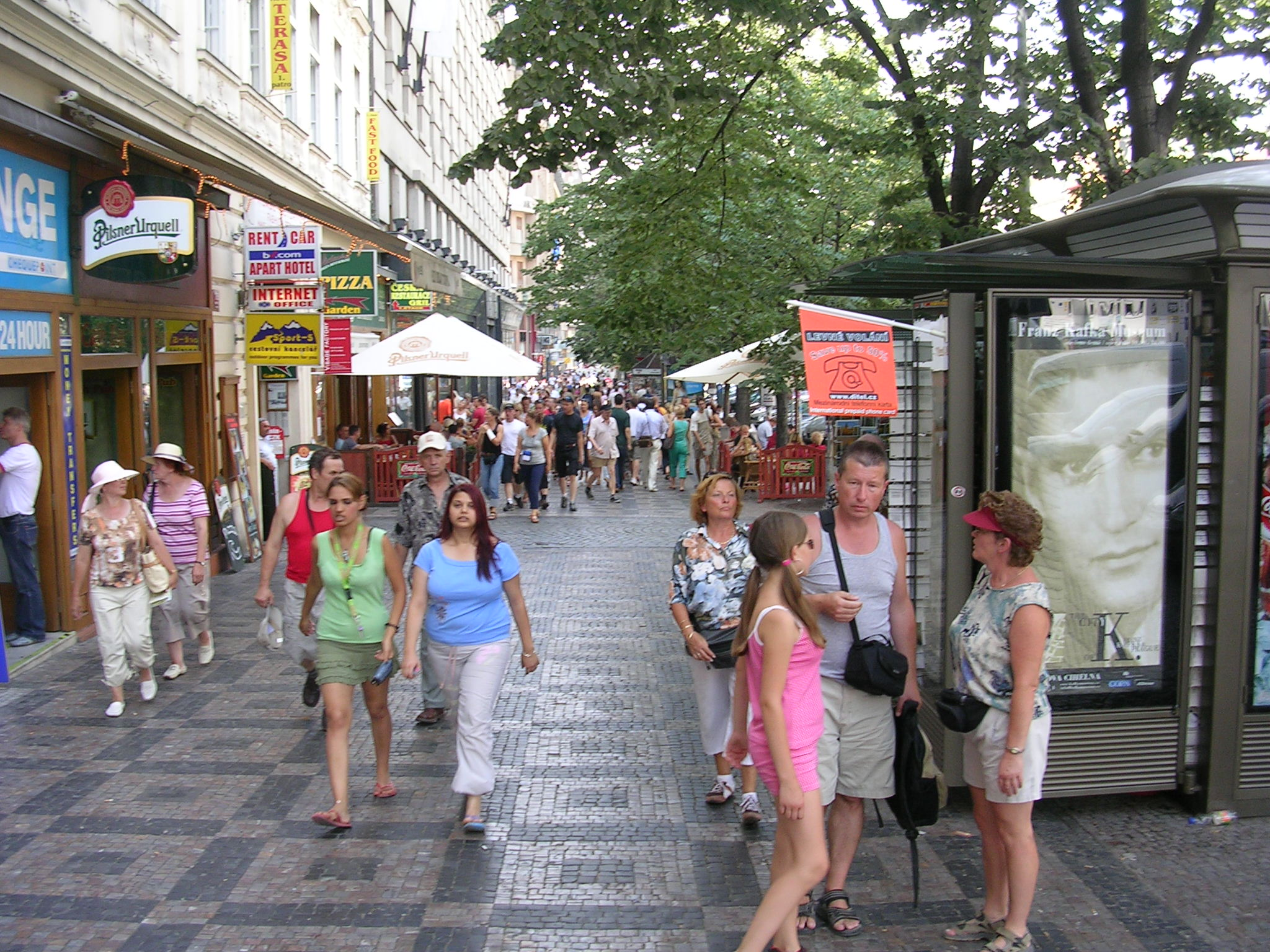
Nejfrekventovanější pěší tepnou v Praze je Václavské náměstí

Pěší doprava je třetí nejčastější způsob dopravy po Praze. Nejvytíženější pěší trasou byla v roce 2019 horní část Václavského náměstí mezi ulicemi Ve Smečkách a Krakovská, kudy za hodinu prošlo 4320 lidí. Druhé nejvytíženější místo je pěší zóna na náměstí Republiky a dále dolní část Václavského náměstí v oblasti Můstku, kudy za hodinu prošlo lidí 3820.

## Dopravní stavby

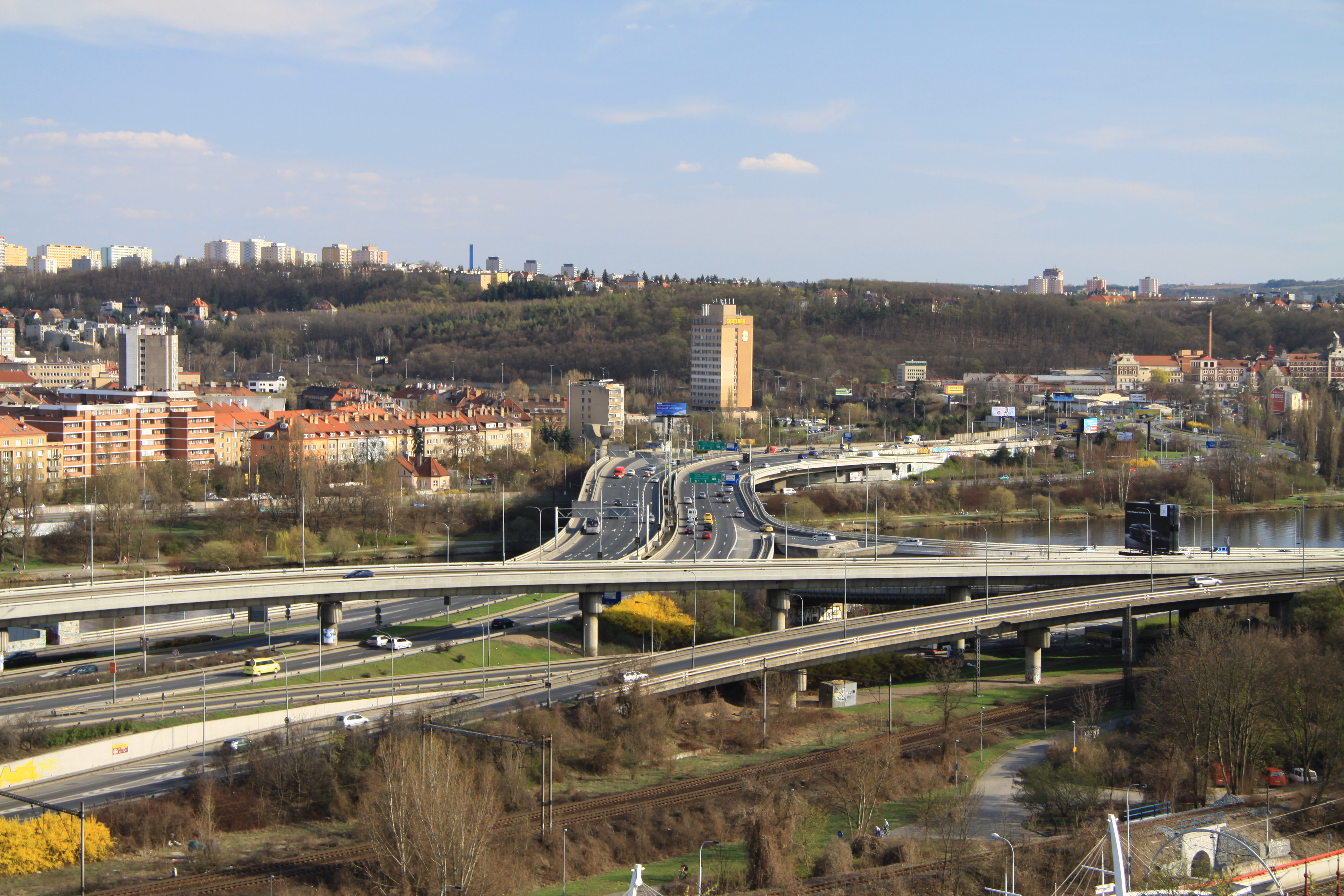
Barrandovský most, který byl v roce 2016 nejvytíženější silniční komunikací Prahy

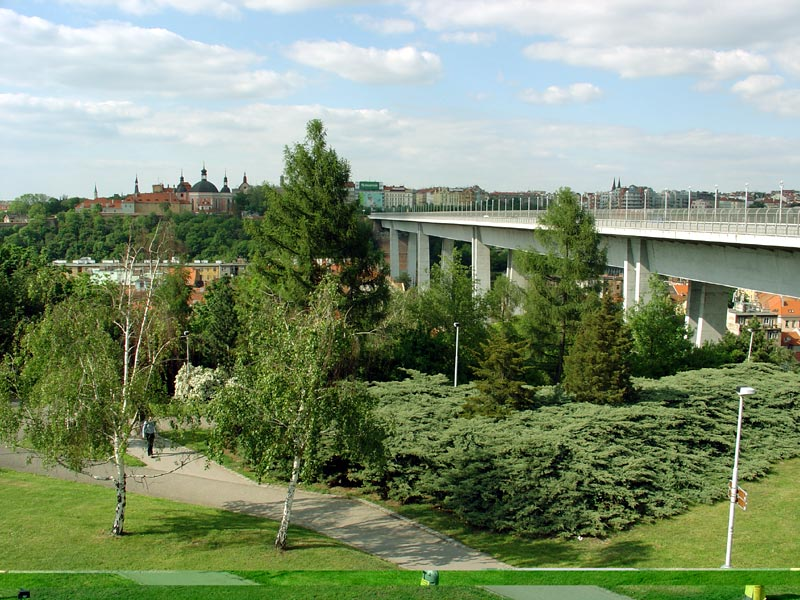
Nuselský most; v jeho tubusu vede linka metra C

Potřeba stále kvalitnější dopravy ve městě si vynutila během let výstavbu moderních a velkých dopravních staveb:
- Negrelliho viadukt (1842)
- Vinohradské železniční tunely (1871)
- Nuselský most (1974)
- Estakáda Ohrada – Palmovka (1990)
- Lanový most (1994)
- Most metra Hůrka–Lužiny (1994)
- Most metra Rajská zahrada – Černý Most (1998)
- Barrandovská estakáda (tramvajová) (2003)
- Železniční estakáda Nové spojení (2008)
- Část Pražského okruhu — Radotínský most (2010), Lochkovský tunel (2010), Komořanský tunel (2010)
- Trojský most (2014)
- Tunelový komplex Blanka (2015)

## Silniční síť

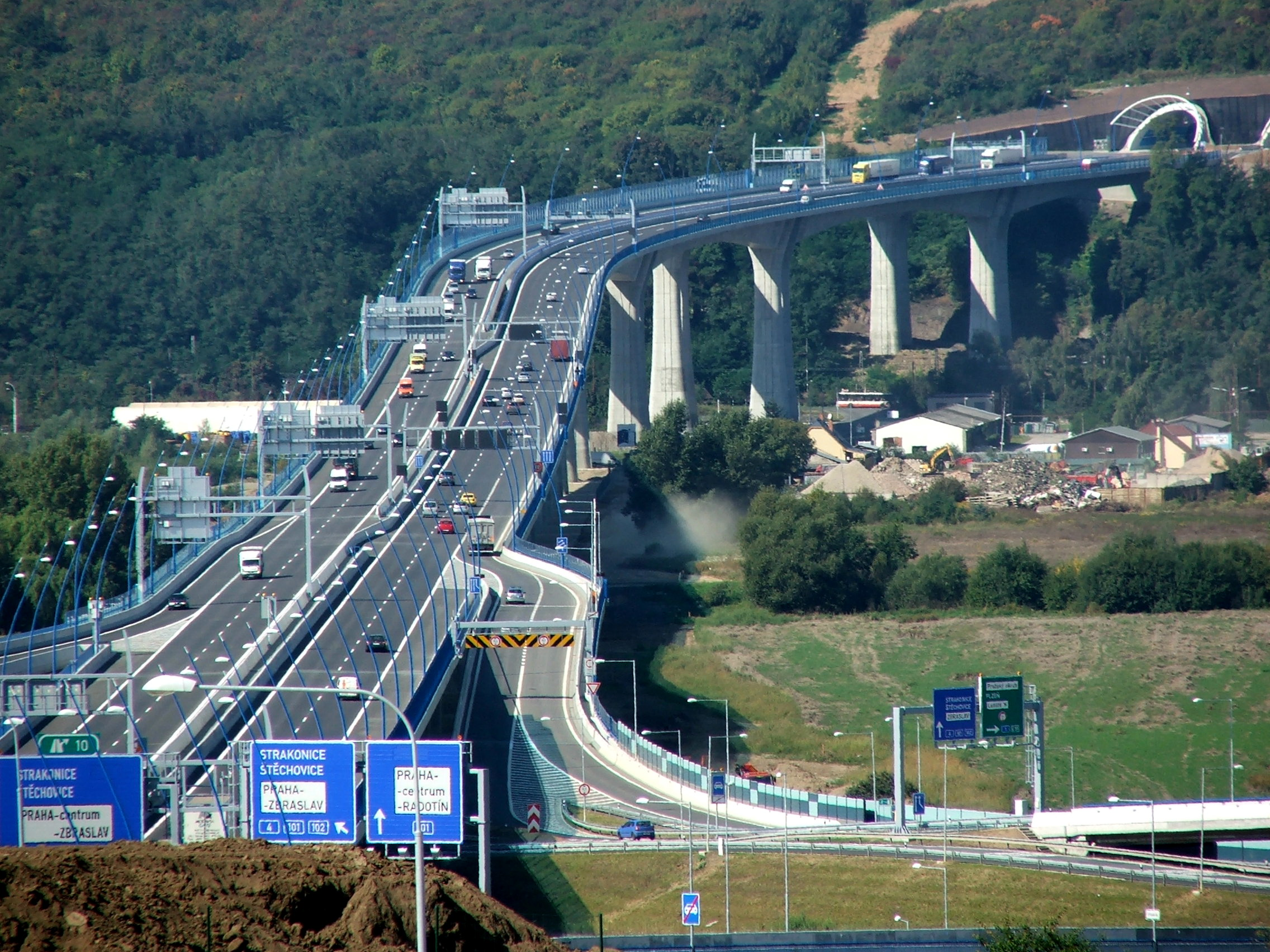
Radotínský most, součást pražského okruhu

S rozvojem automobilového provozu za první republiky začala vznikat i potřeba stavby kapacitních silničních komunikací. První pokus o stavbu dálnice Praha–Brno a dálničního okruhu kolem Prahy započal v letech 1939–1940, avšak kvůli postupující válce byla stavba zastavena a po válce nebyla obnovena. Okruhy pro objezd města byly (a v některých úsecích dosud jsou) vyznačeny na běžných městských ulicích.
V 60. letech byl navržen plán ZÁKOS (základní komunikační systém), který počítal se stavbou tří okruhů a návazného systému radiál. Do roku 1989 byla dokončena jen část tohoto plánu, včetně Barrandovského mostu (1985) a kontroverzní Severojižní magistrály (1976).
Po roce 1989 byl plánovaný počet okruhů snížen na dva (vnější Pražský okruh a vnitřní Městský okruh), snížil se také počet radiál. V plánech se prosadilo mnohem více tunelových úseků, které umožňují výrazně zredukovat počet demolic domů. S dokončením obou okruhů se původně počítalo kolem roku 2013–2015.

## Řízení dopravy

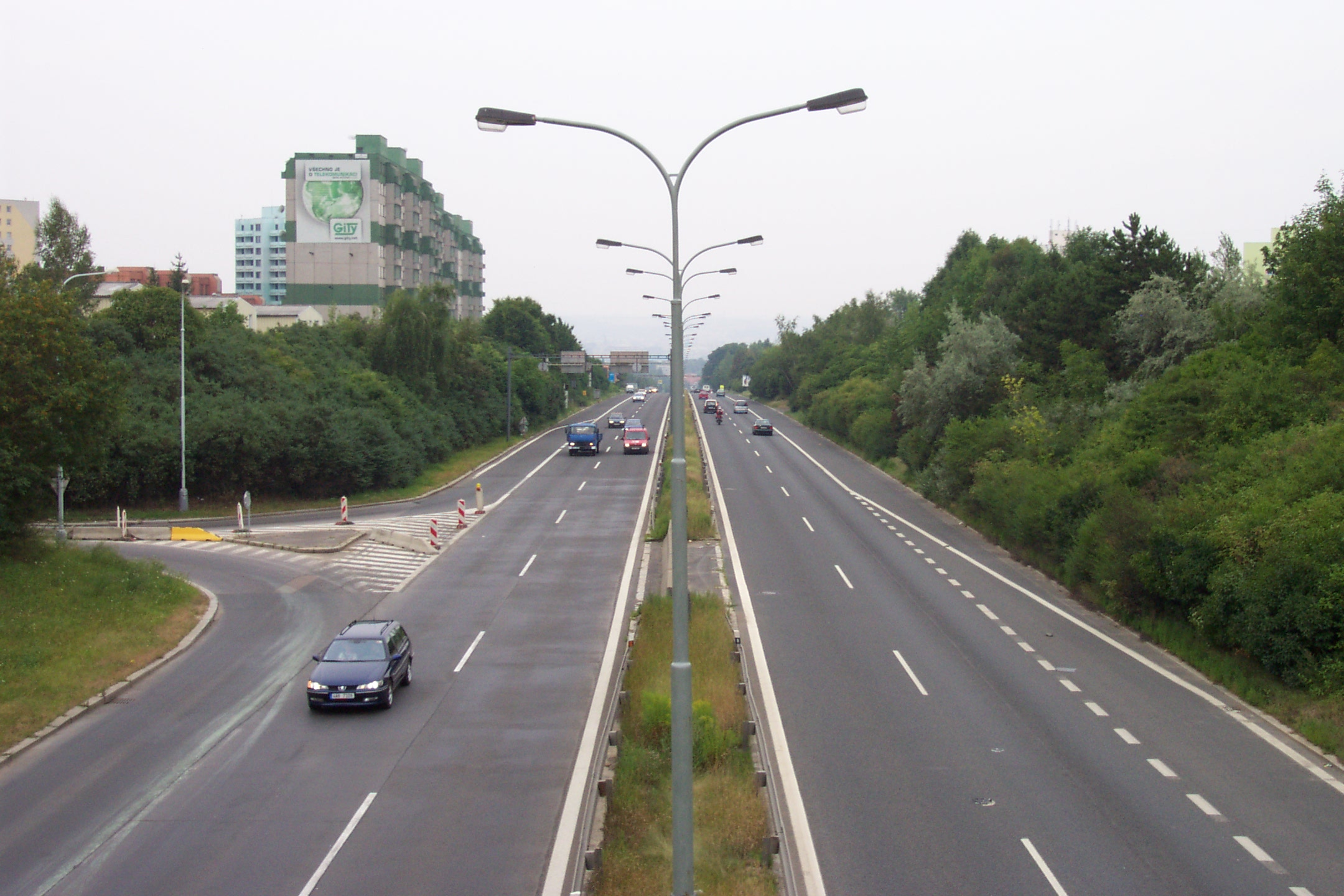
Prosecká radiála; významná čtyřproudová silnice spojující dálnici D8 s centrem Prahy

Signály pro řízení provozu se v Praze, po vzoru železnice, začaly používat nejprve na jednokolejných tramvajových tratích a splítkách. Od roku 1911 byla zaváděna drážní SSZ Elektrických podniků hl. m. Prahy na jednokolejkách a splítkách například v ulicích U kasáren, Celetná, Letenská, Křižovnická (Karlovy lázně), Radlická.
První světelné semafory na křižovatce v Praze, vyrobené ČKD Praha, byly zřízeny v roce 1927 na křižovatce ulic Hybernská, Dlážděná a Havlíčkova, brzy následovaly semafory na Můstku a uprostřed Václavského náměstí. V počátcích se užíval jeden čtyřboký semafor zavěšený uprostřed nad křižovatkou, který platil pro vozidla ze všech směrů i pro chodce. Obvyklejším způsobem řízení dopravy byly pokyny strážníka či policisty. V roce 1961 byla doprava řízena semafory na 33 křižovatkách v Praze.

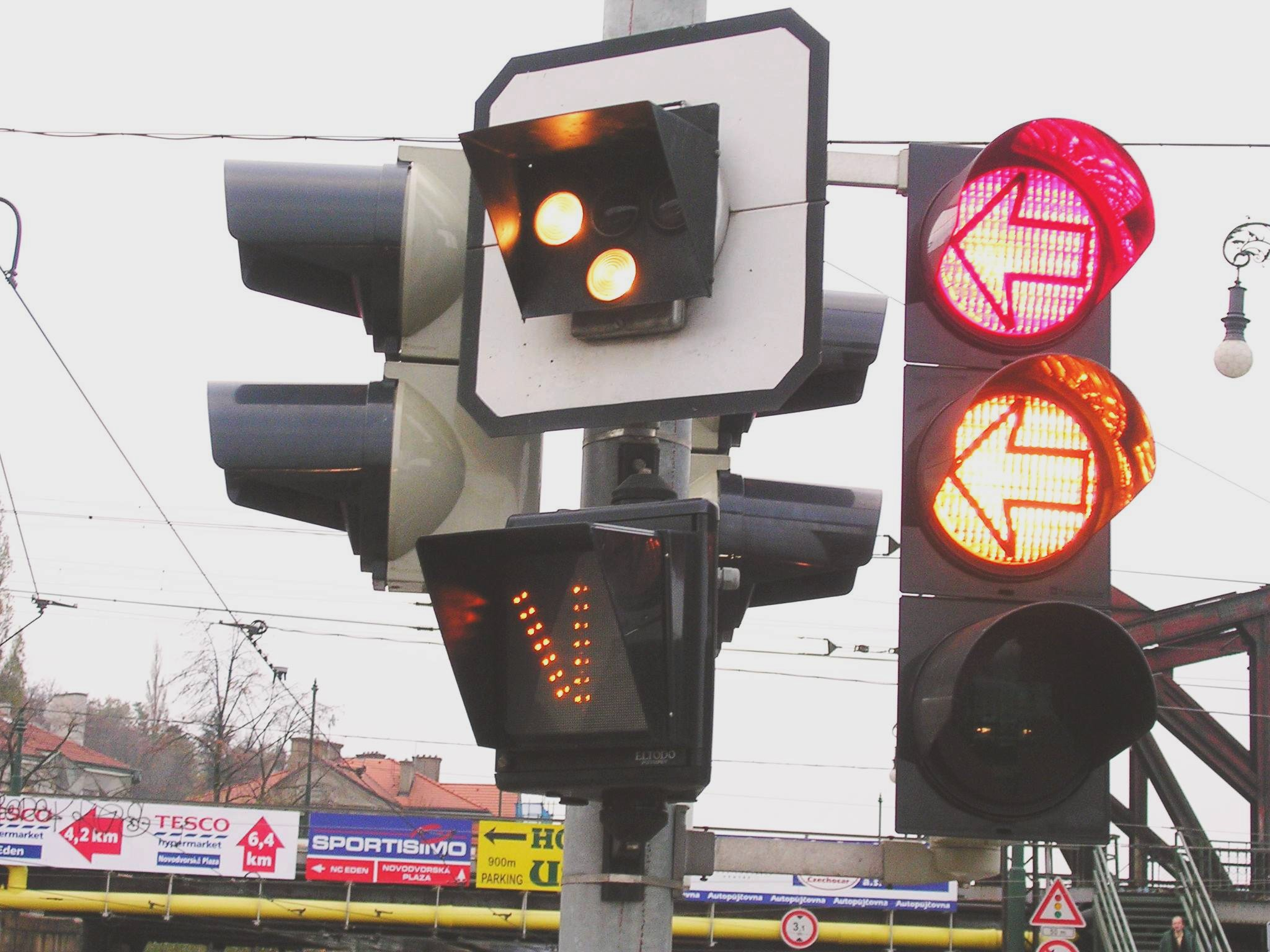
Světelná signalizace v Praze

Modernější světelná signalizace se začala používat kolem roku 1967 v rámci dodávky moderních světelných signalizačních zařízení pro Prahu od firmy Signalbau Huber, dnes Swarco Traffic Systems z Mnichova. V té době byly, nejprve v Praze, postupně zaváděny speciální světelné signály pro každé rameno křižovatky, pro chodce i pro tramvaje, a signály se směrovými šipkami. Od 1. ledna 1967 vstoupila v účinnost nová vyhláška č. 80/1966 Sb., o pravidlech silničního provozu, která poprvé zavedla speciální světelné signály pro chodce a směrové světelné signály.
Signalizace pro tramvaje byla sice zaváděna současně, plně zlegalizována však byla asi o tři roky později. V roce 1971 byly semafory na 76 křižovatkách a 9 přechodech, v roce 1981 již na 339 křižovatkách a 37 přechodech.
V následujících desetiletích se zdokonalovaly systémy řízení signalizace, tedy propojení blízkých křižovatek do zelené vlny, změny řídicích cyklů v průběhu dne a týdne, detekce vozidel a dynamické řízení cyklů, preference veřejné hromadné dopravy, možnost dálkového sledování a řízení provozu prostřednictvím kamerových systémů a napojení na centrální řídicí ústřednu atd.

Na konci roku 2006 bylo v Praze 491 křižovatek nebo jiných míst řízených signalizací (v roce 2001 jich bylo 406, na konci roku 2004 již 458), z toho 262 v roce 2004 (v roce 2001 277) jich bylo propojeno do vzájemně koordinovaných a synchronizovaných skupin, 382 v roce 2006 (314 v roce 2004) jich bylo vybaveno zvukovou signalizací pro nevidomé. 76 míst řízených SSZ (60 v roce 2004, 55 v roce 2001) byly samostatně řízené přechody pro chodce, ovládané výzvovým tlačítkem. V roce 2001 bylo 156 křižovatek řízených dynamicky (s detekcí vozidel). Provozu tramvají se týká 202 SSZ, z toho na polovině jsou v roce 2006 preferovány tramvaje (první křižovatka s preferencí tramvají byla kolem roku 1990, v roce 2001 již byly tramvaje preferovány na 60 křižovatkách), přičemž na 45 místech je preference tramvají absolutní. S preferencí autobusů MHD se započalo kolem roku 2003, v roce 2006 již byly preferovány na 20 křižovatkách. 212 ze 491 SSZ bylo na konci roku 2006 napojeno na centrální ústřednu (Hlavní dopravní řídicí ústředna – HDŘÚ).

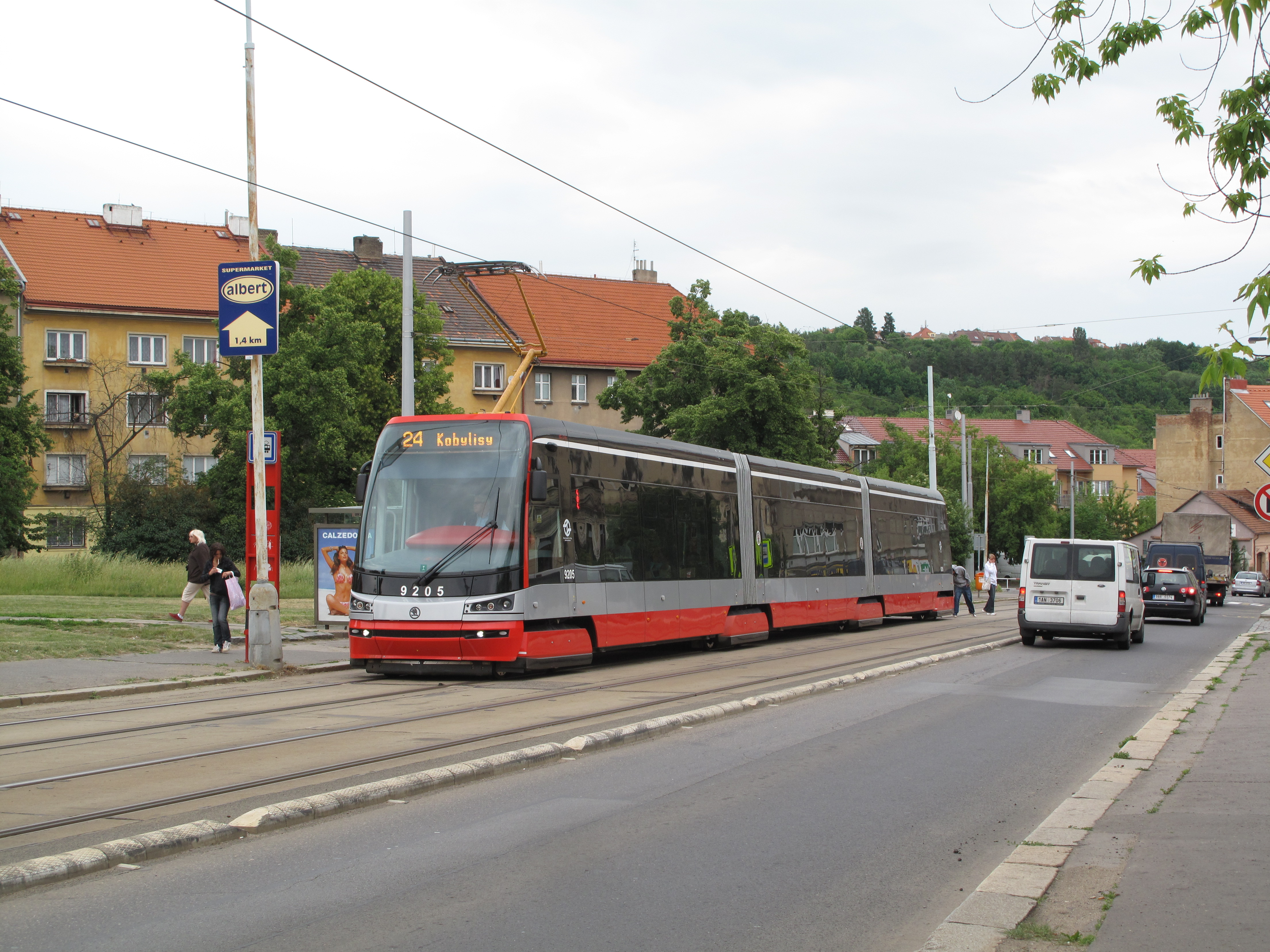
Významný podíl v pražské dopravě mají tramvaje

31. ledna 2007 uzavřela Technická správa komunikací hl. m. Prahy smlouvu se společností Eltodo dopravní systémy s. r. o. o údržbě, obnově a dodávkách SSZ a dalších souvisejících zařízení v Praze na dobu 15 let. Počet SSZ se má do roku 2015 zvýšit ze 474 na 700 a všechna SSZ mají být napojena na centrální ústřednu. Subdodavateli Eltoda jsou firmy SBH CZ, s. r. o., dnes Swarco Traffic Systems, a AŽD Praha s. r. o.
Koncepce dopravní telematiky byla orgány města zformulována již v roce 1995. Podrobnější koncepční dokument byl přijat v roce 2002.
Ten definoval 11 oblastí uplatnění dopravní telematiky: řízení silničního provozu, dopravní a cestovní informace, parkovací systémy, veřejná doprava, dohledové a varovné systémy, bezpečnostní a záchranné systémy, elektronické platby, systémy ve vozidlech, přeprava zboží a nákladů, sběr a správa dat, správa dopravní infrastruktury.
Řízení silničního provozu je soustředěno v HDŘÚ v budově Centrálního dispečinku městské dopravy v ulici Na bojišti. Správcem systému je Technická správa komunikací hl. m. Prahy a obsluhují jej dopravní policisté z Policie České republiky. Dají se odtud ovládat a sledovat některá světelná signalizační zařízení, kamerové systémy, silniční tunely atd.
Semafory v různých oblastech Prahy jsou napojena na tři různé řídicí systémy ovladatelné z HDŘÚ. Nejstarší, z 80. let 20. století, je systém ADT, který měl původně ústřednu v Korunní ulici. V roce 2004 do něj bylo zapojeno 72 řízených křižovatek v oblasti Vinohrad a Nového Města. Systém umožňuje volbu signálního programu, prodlužování některých fází cyklu, vypnutí signalizace a dálkovou detekci výpadku SSZ. Druhým systémem je VRS 2100, na jehož tři oblastní ústředny je napojeno 27 SSZ v oblasti Holešovic a Letné, 14 SSZ v oblasti centra a 24 SSZ v oblasti Libně a Vysočan. Systém poskytuje více možností, jak SSZ řídit přímo z centrální ústředny HDŘÚ, a zároveň všechny ruční zásahy archivuje. V rámci systému VRS 2100 funguje i systém TRASSIS v oblasti Holešovic a Letné. Třetím systémem je systém MIGRA, pod nímž funguje 27 SSZ v oblasti Smíchova, na 21 SSZ doplněných programovou nadstavbou MOTION. Tento systém je nejmodernější a uplatňuje v maximální míře princip adaptivního řízení provozu. Součástí systému MIGRA je i soustava proměnných dopravních značek a provozních informačních tabulí (PIT, zařízení pro provozní informace), které v běžném stavu zobrazují datum, čas a teplotu, ale umožňují zobrazit informaci i mimořádnostech v provozu.
Z HDŘÚ je řízen provoz ve významných tunelech (Strahovský tunel, tunel Mrázovka, Těšnovský tunel, Zlíchovský tunel, Letenský tunel). V tunelu Mrázovka, ve Strahovském tunelu a v přilehlém úseku městského okruhu probíhá průběžné úsekové měření rychlosti vozidel kamerovým systémem UnicamVelocity. Dálkové automatické měření rychlosti je prováděno ještě radarem na dalších 15 místech v Praze, z nichž však v provozu je vždy jen část, a na 13 místech je automaticky zaznamenávána jízda na červenou systémem Unicam Redlight. Přestupky pak automaticky zpracovává software Unicam Pen. Na Jižní spojce funguje automatické vážení vozidel za jízdy.
Počátkem roku 2005 měla HDŘÚ k dispozici 219 pevných i otočných kamer dohledu nad provozem, přičemž kamery v tunelech nejsou v tomto počtu zahrnuty.
Od 1. července 2005 bylo zprovozněno DIC Praha (dopravně-informační centrum), které odesílá vybraná data systémem RDS-TMC do radiopřijímačů a navigačních systémů ve vozidlech.

## Cyklistická doprava

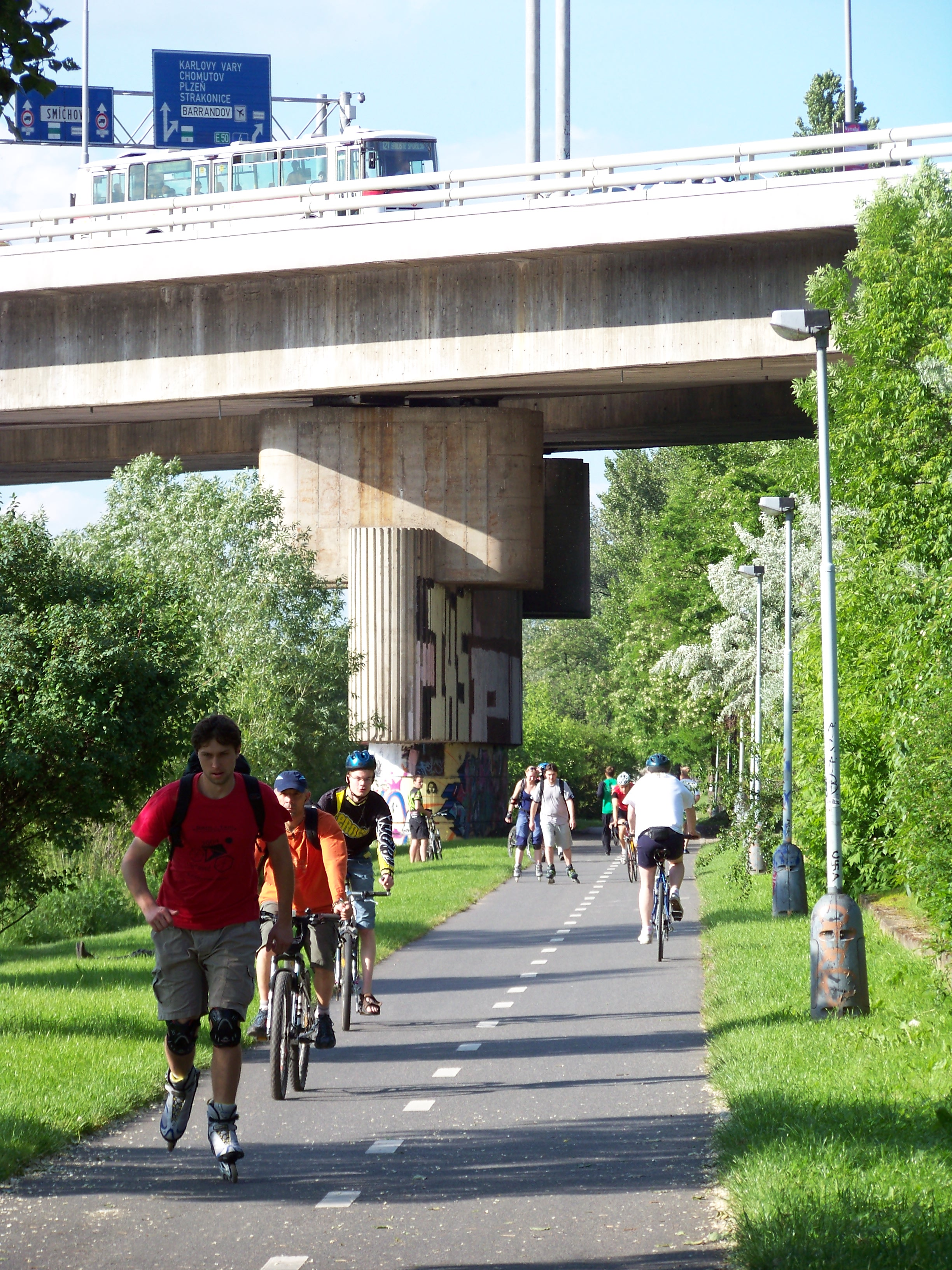
Cyklostezka po pravém břehu Vltavy A2 je jednou z nejvytíženějších v Praze (foto pod Barrandovským mostem, 2009)

Cyklistická doprava v Praze má podíl kolem 2 % ze všech druhů dopravy. V roce 2014 byl počet cyklistů, ať už rekreačních či dopravních, oproti roku 2002 sedminásobný. V posledních letech výrazně vzrostl počet dopravních cyklistů, kteří se pohybují po městě na kole – zatímco v roce 2010 využívalo jízdní kolo jako běžný dopravní prostředek 60 000 lidí, v roce 2013 to byl téměř dvojnásobek tohoto počtu, 118 000 osob. V letech 2014 a 2015 již prudký nárůst nepokračoval a počet cyklistů se držel na podobné úrovni. Celkové podmínky pro cyklistickou dopravu v Praze jsou ale nedostatečné, což je důsledek řady faktorů – nízká bezpečnost cyklistů, nedostatečná infrastruktura kvůli přístupu politiků často stavěna nekoncepční „salámovou metodou" a také geografické podmínky v některých čtvrtích (kopcovitost).
Systém sdílení kol zde poskytuje především česká firma Rekola, která zde měla v roce 2018 rozmístěných 450 kol. Několik desítek kol půjčuje také Homeport v Karlíně a Velonet v Praze 4. Od podzimu 2018 zde funguje i sdílení elektrických koloběžek americké firmy Lime, kterých po městě rozmístila přibližně 300.

### Cyklistické trasy
Rada hlavního města Prahy schválila Koncepci základního systému cyklistických tras v roce 1993. V roce 1999 na ni navázal na ni územní plán a v dalších letech Koncepce rozvoje cyklodopravy a Generel cyklodopravy; v současnosti (2016) platné verze obou dokumentů byly schváleny v roce 2010. Dne 3. října 2006 schválila Rada hlavního města Prahy návrh nového systému číselného označování cyklistických tras na území Prahy, který zavedl označení začínající písmenem A. Cyklistické trasy slouží pro snazší orientaci, nejedná se však o jediné opatření pro usnadnění jízdy na kole. Praha ve spolupráci s městskými částmi využívá různé způsoby, jak lidem zjednodušit pohyb na kole po městě.
V roce 2017 se v Praze nacházelo 178 km chráněných cyklostezek, vedených odděleně od automobilové dopravy, 48 km cyklopruhů a 24 km pruhů určených pro autobusy i cyklisty.

## Letecká doprava

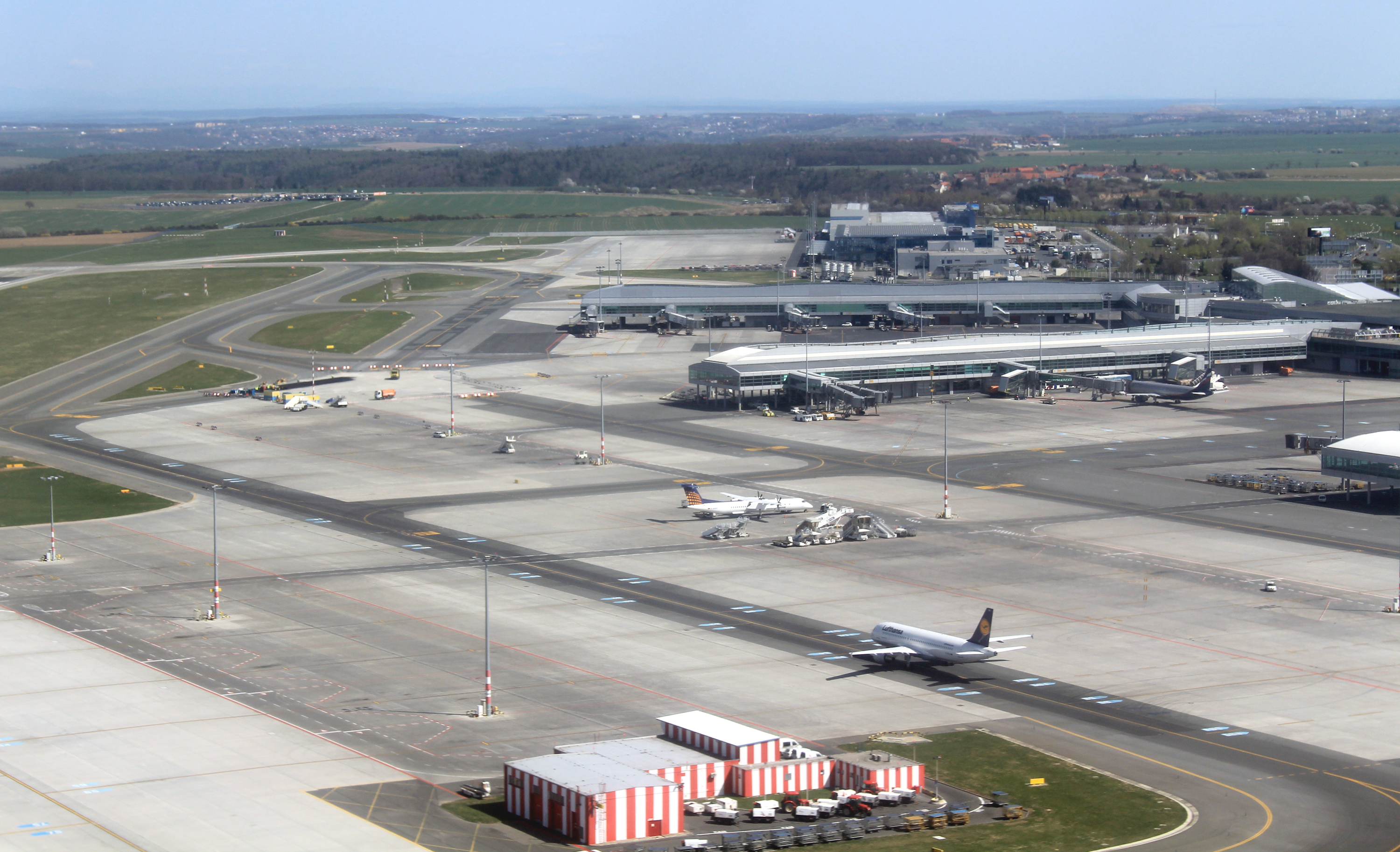
Letiště Václava Havla Praha v roce 2011

Ve městě se nachází jedno veřejné mezinárodní letiště Václava Havla na Ruzyni. Starší letiště Praha-Kbely patří armádě a neslouží pro normální provoz. Ruzyňské letiště, od 90. let rozšiřované a modernizované, v roce 2016 přepravilo 13 milionů cestujících. Praha se stala důležitým uzlem letecké dopravy ve střední Evropě. Mezi další pražská letiště patří letiště Letňany a Točná, obě slouží spíše k rekreačním účelům.

## Vodní doprava
Vltava je spojena s dávnou tradicí české voroplavby, kterou na Vltavě v roce 1960 ukončila až výstavba vltavské kaskády.
Nákladní vodní doprava se rozvíjela zejména na sklonku 19. století, kdy vznikl karlínský (v provozu 1822–1926), podolský (pouze vorový, od 1872), holešovický (od 1894), libeňský (od 1896) a smíchovský (vorový, od 1903) přístav. Moderní Radotínský přístav, který je dnes jediným pražským přístavem s dopravním významem, byl budován od roku 1983 na Berounce těsně před ústím do Vltavy. Umožňuje napojení Prahy na labskou vodní cestu.
Osobní vodní doprava na Vltavě má převážně rekreační funkci, doplňkovou dopravní funkci má několik přívozů.

## Parkování
Od roku 1996 jsou v centrální části města postupně zřizovány zóny placeného stání. Modré zóny jsou určeny pro parkování rezidentů s dlouhodobou parkovací kartou, oranžová a zelená zóna pro krátkodobé parkování návštěvníků placené prostřednictvím parkovacích automatů (oranžová zóna je pro stání do doby 2 hodin, zelená do 6 hodin).
Systém byl zaveden v těchto částech města:
- Praha 1, pravobřežní část: 29. dubna 1996 stanovením místní úpravy provozu, od 1. dubna 1999 podloženo vyhláškou hlavního města Prahy č. 14/1997 Sb. HMP, o stání silničních motorových vozidel na vymezených místních komunikacích na území městské části Praha 1 za cenu sjednanou podle cenových předpisů
- Praha 1, levobřežní část: 1. listopadu 2007
- Praha 2: modré zóny od 1. listopadu 2007, oranžové a zelené zóny od 19. prosince 2007
- Praha 3: od března 2008
- Praha 7: od března 2008